# سندرم کاپگراس
سندرم کاپگراس، نشانگانی روانپزشکی است که در سال ۱۹۲۳ «کاپگراس» روانپزشک فرانسوی آن را با نام illusion des sosies بیان کرد. ویژگی آشکار آن باور هذیانی بیمار بر این است که دیگر مردمان دوروبر او، به‌راستی خودشان نیستند، بلکه جانشین آنها هستند که چونان فریبکاران نقش مردمانی را که جایگزین آنها شده‌اند بازی کرده و همچون آنها رفتار می‌کنند.[بنا بر تعریف کتاب: comprehensive textbook of psychiatry (چاپ۲۰۰۰)، در نشانگان کاپگراس جای یک فرد مبهم را که بیشتر یکی از کسان خانواده بیمار است، جانشینی با ویژگیهای یکسره همانند گرفته است.]

## همه گیرشناسی
این نشانگان کمیاب در زن‌ها کمی بیشتر از مردها دیده می‌شود. گاهی این نشانگان را زیر پریشانی‌های هذیانی دسته‌بندی می‌کنند و گاهی نیز آن را از نشانه‌های اسکیزوفرنی به‌شمار می‌آورند.

## سبب‌شناسی
شرط بایسته برای گرفتاری بدین نشانگان پریشانی در واقعیت سنجی است که برآمده از فرایندی روان‌پریشی است. «کاپگراس» سرشت ویژهٔ این پندار خردپریش (هذیان) را برآمده از احساس بیگانگی و گرایش به بدگمانی و ناباوری دانست. جدا شدن اجزای دریافت و شناخت (که به خودی خود باید به یکدیگر پیوسته باشند) از هم، می‌تواند برآمده از عصب‌روان‌شناسی مربوط به درست کار نکردن لوب پاریتال(لوب آهیانه‌ای) باشد.
نشانگان کاپگراس را از دیدگاه روان‌پویشی نیز می‌توان بررسید. بیمار شخص موردنظر را از خود رانده و ویژگی‌های بدی را به او بر می‌بندد، ولی چون خود را گناهکار می‌یابد و گرایشهای دوگانه [مهر و
بیزاری همزمان از کسی یا پدیده‌ای] دارد، نمی‌تواند احساس خود را هشیارانه بپذیرد. از این رو آنچه را که خود به آن کس حس می‌کند، به جانشین او برمی‌خواند و پیوند می‌دهد که از دید بیمار فریبکاری بیش نیست و بدین‌گونه به آسانی و درستی می‌توان آن کس را از خود راند.

## پیش آگهی و درمان
فرجام این پریشانی به کارایی درمان روان‌پریشی بستگی دارد. این پریشانی همچون دیگر نشانه‌های روانی، بیشتر به درمان دارویی، دست‌کم تا اندازه‌ای، پاسخ می‌دهد.